# マルクス・ドレーゲ

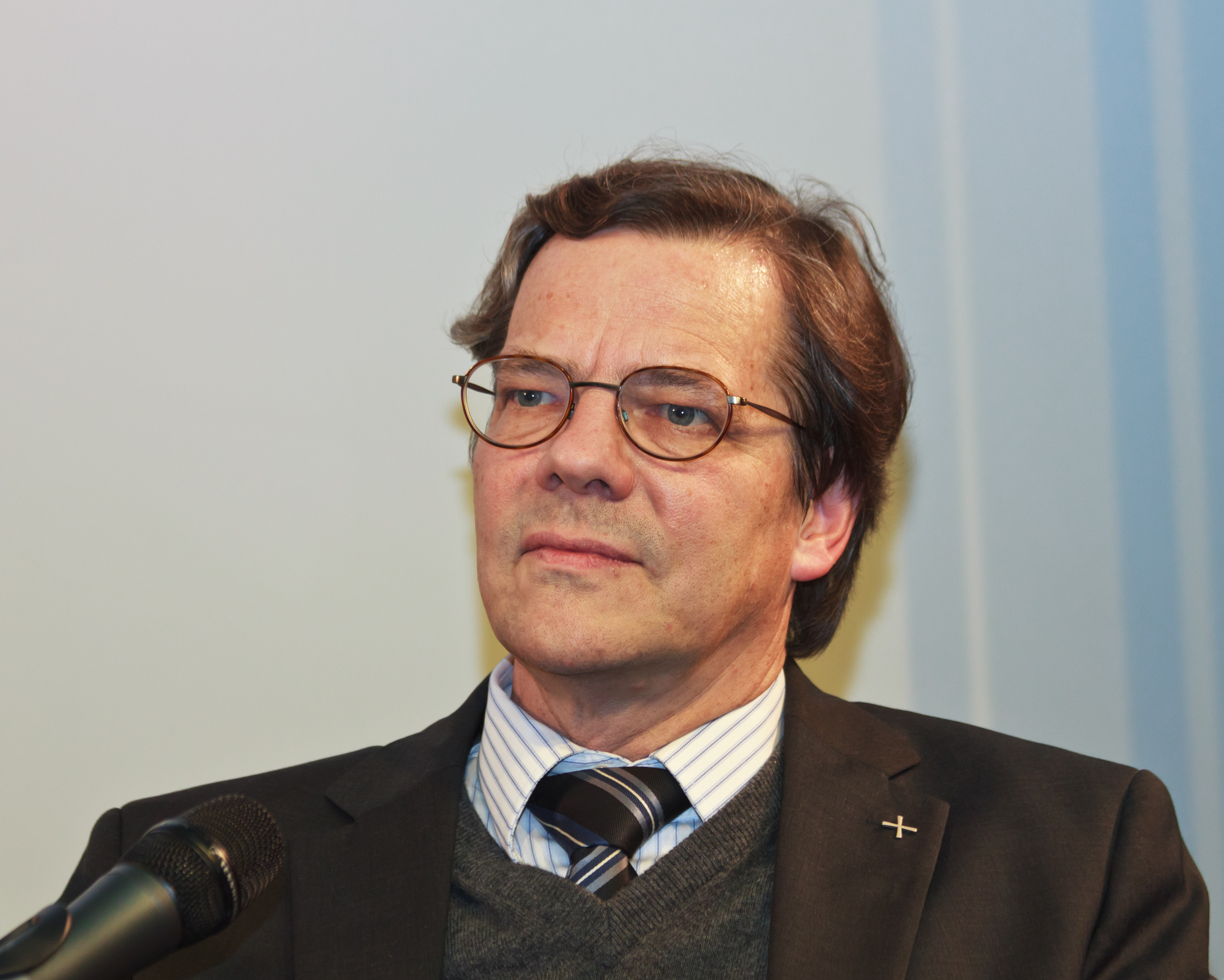
ドレーゲ(2013)

マルクス・ドレーゲ（ドイツ語: Markus Droege、1954年10月16日 - ）は、アメリカ合衆国・ワシントンD.C.生まれのドイツの福音主義神学者、牧師。2009年11月にベルリン＝ブランデンブルク＝シュレージシェ・オーバーラウジッツ福音主義教会監督に就任している。 2014年11月11日にドイツ福音主義教会 (EKD) の常議員に選出された。

## 経歴
マルクス・ドレーゲはワシントンD.C.、ボン、パリ、ブリュッセルで育つ。ボン大学、ミュンヘン大学、テュービンゲン大学で福音主義神学を学ぶ。1983年、ラインラント福音主義教会において牧師補になる。1985年にラインラント＝プファルツ州コブレンツ市カートハウゼ地区にある教会共同体の牧師に任職される。1994年にコブレンツ市中央にある教会共同体に転任した。2004年、ラインラント州教会で最大規模を誇るコブレンツ教会地区の総会は教会地区長にマルクス・ドレーゲを選出した。2009年5月15日にドレーゲはヴォルフガング・フーバーの後任としてベルリン＝ブランデンブルク＝シュレージシェ・オーバーラウジッツ福音主義教会監督にベルリンで選出された。2009年11月14日に州教会監督に就任した。2014年11月11日、ニコラウス・シュナイダーの後任として、マルクス・ドレーゲはドイツ福音主義教会(EKD)の常議員に選出された。

## 神学的立場
ドレーゲは教皇ベネディクト16世による聖ピオ十世会所属している4人の司教たちの破門解消に厳しい批判をおこなった。この破門解消はエキュメニズムの許容範囲を明らかに逸脱した行為であるとドレーゲは見なしている。ベネディクト16世は第2バチカン公会議で示された開放路線を阻んだだけでなく、ローマ・カトリック教会を伝統主義に導いていると彼は発言している。

## 他の活動
1999年にドレーゲは神学博士号を授与された。2000年において、牧師としての職務と並行してコブレンツ＝ランダウ大学において非常勤講師として組織神学の講義をおこなっている。2002年から2004年までバーデン＝ヴュルテンベルク州ヴァインハイムにある家族セラピー研修所でアドヴァイザー養成講座を受講し修了した。2007年から2009年までラインラント福音主義教会福音主義アカデミー理事長の職務を務めた。
ドレーゲは2010年6月から2012年10月まで福音主義援助サービス評議会議長に在任した。ドイツ福音主義教会EKD社会委員会と「教会とユダヤ教」に関するEKD、UEK、VELKD合同委員会のメンバーである。

## 家族
ドレーゲは既婚で3人の子供の父親である。

## 著書
- „Zeuge“ der Auferstehung. Systematische Erwägungen zur Osterpredigt, in: Sigrid Brandt/Bernd Oberdorfer (Hrsg.), Resonanzen. Theologische Beiträge. Michael Welker zum 50. Geburtstag, Wuppertal, 1997, S. 26-45
- Kirche in der Vielfalt des Geistes. Die christologische und pneumatologische Begründung der Kirche bei Jürgen Moltmann (zugleich: Heidelberg, Universität, Dissertation 1999), Neukirchen-Vluyn, 2000
- Auf keine andere Weise. Nur in Jesus Christus findet die Kirche zur Einheit: Nikolaus von Kues und die Ökumene, in: zeitzeichen 4/2001, 42f.
- Thomas Darscheid, Markus Dröge, Ulrich Offerhaus (Hgg.), Den Koblenzer Cusanus entdecken. Beiträge aus dem Cusanusjahr 2001 in Koblenz, Koblenz, 2001
- Markus Dröge, Erich Engelke, Andreas Metzing, Ulrich Offerhaus, Thomas M. Schneider, Rolf Stahl (Hgg.), Pragmatisch, preußisch, protestantisch...Die Evangelische Gemeinde Koblenz im Spannungsfeld von rheinischem Katholizismus und preußischer Kirchenpolitik. Schriftenreihe des Vereins Rheinische Kirchengeschichte, Bd. 161, Bonn, 2003
- Wo der Geist ist, ist Freiheit. Wie die Kirche mit Menschen, die auf der Suche sind, in Kontakt kommen kann, in: zeitzeichen 9/2004, 28-38
- „Wo sind die Toten?“. Grundlinien einer evangelischen Eschatologie, in: Hans-Gerd Wirtz, Tod - und was kommt danach?, Trier, 2005, 63-85
- Zwischen Evangelium und Kirchenordnung. Fünf evangelische Kriterien für die Entscheidungsfindung - abgeleitet aus dem Presbytergelübde, in: Handbuch Gemeinde und Presbyterium - Gemeindepraxis, Medienverband der EKiR, Düsseldorf, 2008
- Jürgen Moltmann, Theologie der Hoffnung, in: Christian Danz (Hrsg.), Kanon der Theologie. 45 Schlüsseltexte im Portrait, WBH, Darmstadt, 2009, 302-310
- Ein theologisches Grundsatzproblem, in: FAZ Nr. 36, 12. Februar 2009, S. 8.